# 造罗寨蓝氏宗祠
造罗寨蓝氏宗祠，位于中国广东省阳江市阳春市三甲镇大洞村，为阳江市阳春市的一个省级文物保护单位，类型为古建筑，公布时间为2012年10月。
蓝氏宗祠的历史年代为清代。